# سر مورد عيسي (آبجدان)
سر مورد عيسي (بالفارسية: سرموردعیسی) هي منطقة سكنية تقع في إيران في قسم آبجدان الريفي. يقدر عدد سكانها بـ 57 نسمة بحسب إحصاء 2016.